# Prinz-Friedrich-August-Haus

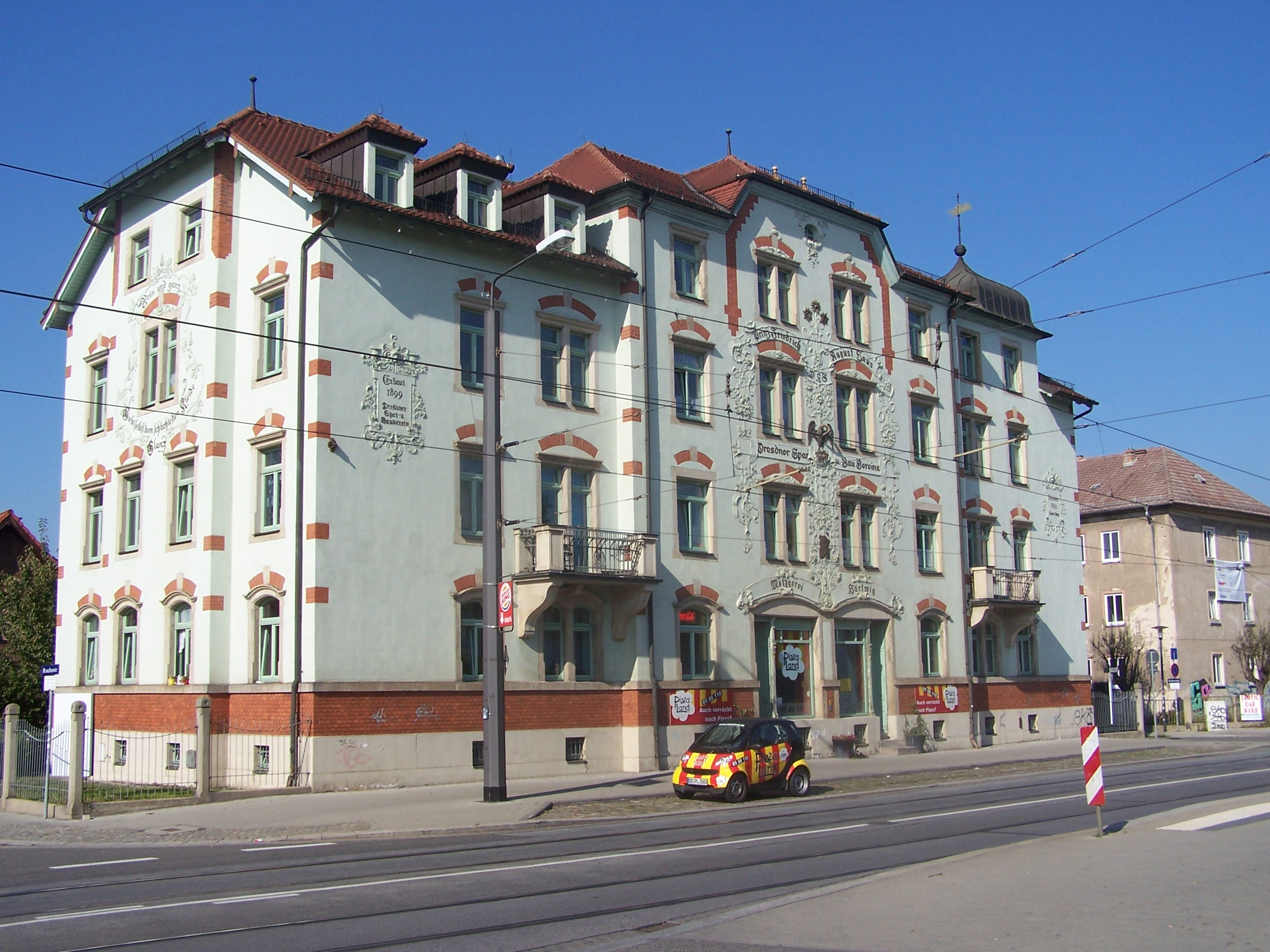
Das Prinz-Friedrich-August-Haus 2007

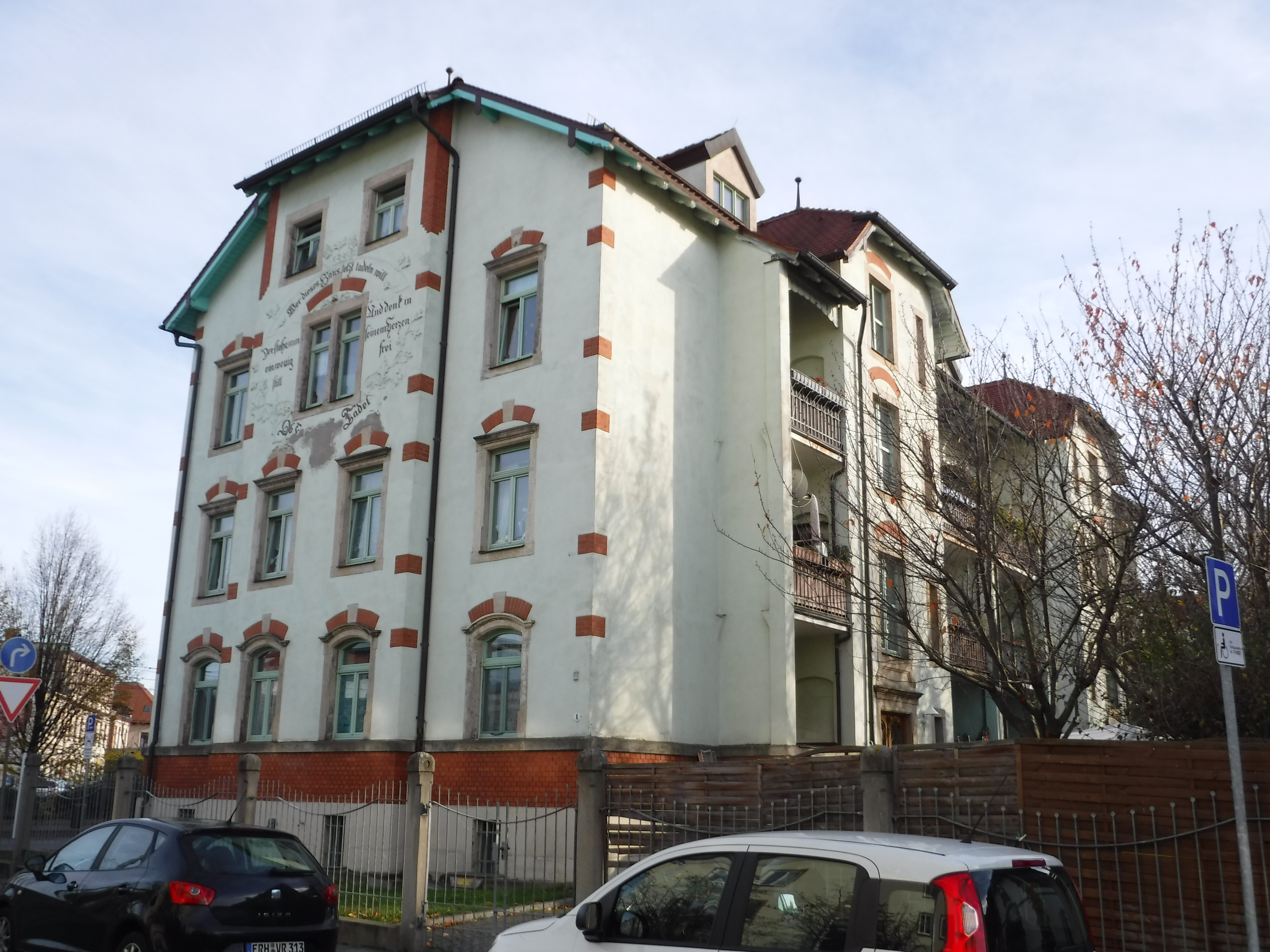
Nordseite (mit beschädigtem Spruchband) und Rückseite 2020

Das Prinz-Friedrich-August-Haus ist ein denkmalgeschütztes, viergeschossiges Doppelwohnhaus in Dresden-Kaditz. Es wurde am 27. Dezember 1899 eingeweiht und war eines der ersten von einer Genossenschaft in Dresden errichteten Wohngebäude.

## Geschichte
Das Haus mit den Eingängen Roscherstraße 2 und Kolbestraße 1 gehört zur Arbeiter-Wohnanlage des Dresdner Spar- und Bauvereins. Die Hauptfassade ist in Richtung der Leipziger Straße gelegen. Das Haus war Teil einer Ende des 19. Jahrhunderts im Zuge der industriellen Entwicklung entstandenen Wohnanlage abseits des alten Kaditzer Dorfkerns.
Der Dresdner Spar- und Bauverein wurde 1898 vom Amtsgerichtspräsidenten Dr. Becker gegründet. Bis zum Beginn des Zweiten Weltkrieges wurden über 2800 Wohneinheiten an 22 Standorten gebaut. Kurz nach seiner Gründung übernahm der Dresdner Spar- und Bauverein vom in Liquidation befindlichen Dresdner Bauverein für Arbeiterwohnungen das Bauland an der Leipziger Straße wie auch acht 1891/92 errichtete Einfamilien-Doppelhäuser hinter dem Grundstück für das zu erbauende Prinz-Friedrich-August-Haus. Die (wenige Kilometer weiter westlich an der Meißner Straße liegende) Chemische Fabrik v. Heyden stiftete dem Bauverein 10.000 Mark und erhielt dafür das Verfügungsrecht über fünf Wohnungen zugunsten seiner Arbeiter. Die Entwürfe für das Gebäude erstellte der Dresdner Architekt Hermann Thüme. Das Prinz-Friedrich-August-Haus war der erste Neubau des Dresdner Spar- und Bauvereins.

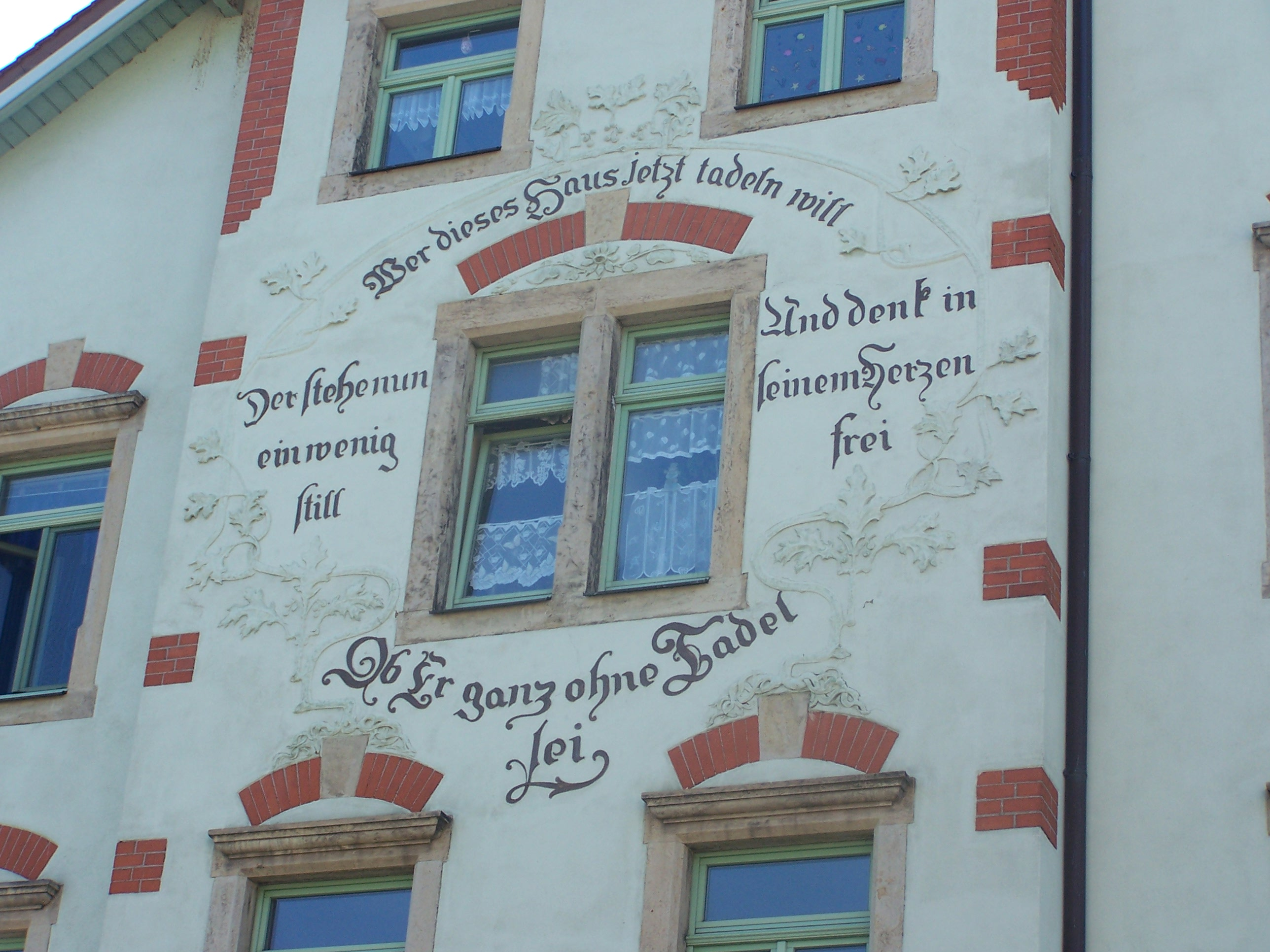
Spruchband am Haus

Gemäß der Weiherede am 27. Dezember 1899 sollen die Sinnsprüche am Prinz-Friedrich-August-Haus „dazu anregen, dem Gedankengange zu folgen, den die Erbauer und, so Gott will, die Bewohner sich zu eigen machen.“ Ziel des Bauvereins war es, „alles thunlichst den Bedürfnissen des kleinen Mannes anzupassen und ihm ein gesundes und ansprechendes Heim zu schaffen, das ihm häusliches Behagen und Zufriedenheit sichern kann“. Am Tag der Übergabe erhielt das Haus den Namen Prinz-Friedrich-August-Haus, benannt nach Friedrich August III. „Indem er sich an die Spitze unserer Bemühungen stellte“, so der Weiheredner, „tat er sein Allerhöchstes, um darzulegen, dass er vom Gedeihen und Wachsen unserer gemeinnützigen Baugenossenschaft eine besondere Hebung und Förderung der sozialen Wohlfahrt der minderbemittelten Volksklassen erhoffe.“ Friedrich August III. unterstütze den Unterhalt des Gebäudes mit einer jährlichen Zahlung von 50 Mark.
Eine umfassende Sanierung des Hauses fand 1993/94 statt.

## Beschreibung

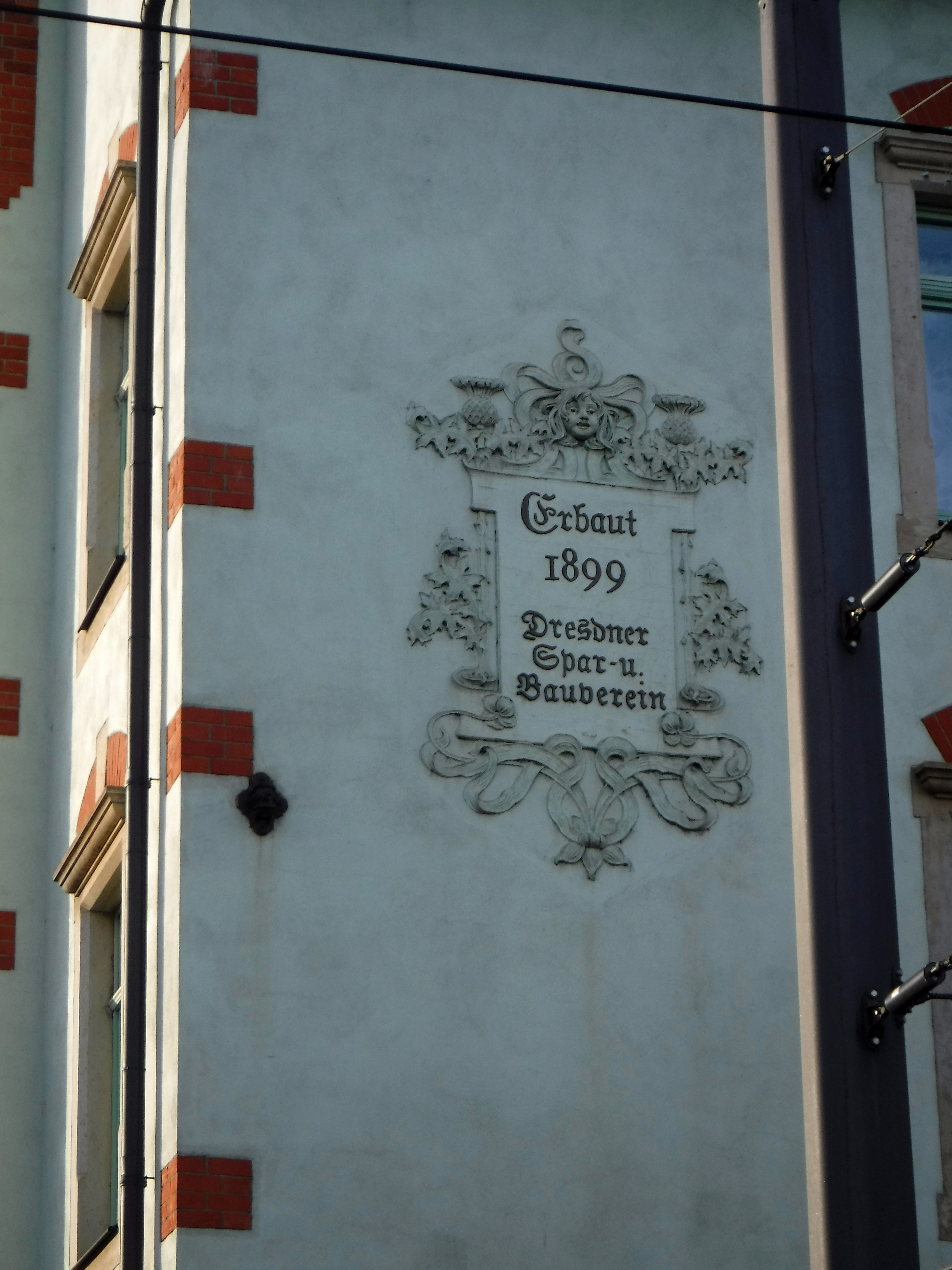
Inschrift zur Erbauung und Oberleitungsrosette

Im architektonisch anspruchsvoll gestalteten, dreigeschossigen Mietshaus mit ausgebautem Dachgeschoss befanden sich zur Eröffnung 20 Wohnungen und zwei Ladengeschäfte. Die Fassade zeigt eine reiche Jugendstilornamentik sowie Spruchbänder, unter anderem mit dem Spruch „Wer dieses Haus jetzt tadeln will, der stehe nun ein wenig still, und denk in seinem Herzen frei, ob er ganz ohne Tadel sei“.
Das Prinz-Friedrich-August-Haus ist ein langgestreckter Putzbau mit Hauptfassade zur Leipziger Straße. Gemäß einem Denkmaldokument des Freistaates Sachsen besticht es „durch die aufwändige Putzgliederungs- und Farbgestaltung an Haupt- und Nebenfassaden. Rote Backsteingliederung und ornamentale bzw. florale Stuckranken, die stilistisch die zeitgenössischen Formen des Jugendstils aufgreifen, sind zwischen den Fenstern geschossübergreifend angeordnet und bilden den Rahmen für Schriftbänder. Das Krüppelwalmdach ist über dem Mittelrisalit erhöht und seitlich mit kleiner Haube.“
Das Landesamt für Denkmalpflege Sachsen schätzt „die Fassadengestaltung als für die Stadt künstlerisch bedeutend“ ein. An der Fassade sind zwei alte Oberleitungsrosetten erhalten.